# Arondismentul Montmorillon
Arondismentul Montmorillon (în franceză Arrondissement de Montmorillon) este un arondisment din departamentul Vienne, regiunea Poitou-Charentes, Franța.

## Subdiviziuni

### Cantoane
- Cantonul Availles-Limouzine
- Cantonul Charroux
- Cantonul Chauvigny
- Cantonul Civray
- Cantonul Couhé
- Cantonul Gençay
- Cantonul L'Isle-Jourdain
- Cantonul Lussac-les-Châteaux
- Cantonul Montmorillon
- Cantonul Saint-Savin
- Cantonul La Trimouille

### Comune
| 1. Adriers (86001)                  | 2. Anché (86003)                   | 3. Angles-sur-l'Anglin (86004)  | 4. Antigny (86006)                   |
| 5. Asnières-sur-Blour (86011)       | 6. Asnois (86012)                  | 7. Availles-Limouzine (86015)   | 8. Blanzay (86029)                   |
| 9. Bouresse (86034)                 | 10. Bourg-Archambault (86035)      | 11. Brigueil-le-Chantre (86037) | 12. Brion (86038)                    |
| 13. Brux (86039)                    | 14. La Bussière (86040)            | 15. Béthines (86025)            | 16. Ceaux-en-Couhé (86043)           |
| 17. Champagné-Saint-Hilaire (86052) | 18. Champagné-le-Sec (86051)       | 19. Champniers (86054)          | 20. La Chapelle-Bâton (86055)        |
| 21. Chapelle-Viviers (86059)        | 22. Charroux (86061)               | 23. Chatain (86063)             | 24. Chaunay (86068)                  |
| 25. Chauvigny (86070)               | 26. Château-Garnier (86064)        | 27. Châtillon (86067)           | 28. Civaux (86077)                   |
| 29. Civray (86078)                  | 30. Couhé (86082)                  | 31. Coulonges (86084)           | 32. La Ferrière-Airoux (86097)       |
| 33. Fleix (86098)                   | 34. Genouillé (86104)              | 35. Gençay (86103)              | 36. Gouex (86107)                    |
| 37. Haims (86110)                   | 38. L'Isle-Jourdain (86112)        | 39. Jouhet (86117)              | 40. Journet (86118)                  |
| 41. Joussé (86119)                  | 42. Lathus-Saint-Rémy (86120)      | 43. Lauthiers (86122)           | 44. Leignes-sur-Fontaine (86126)     |
| 45. Lhommaizé (86131)               | 46. Liglet (86132)                 | 47. Linazay (86134)             | 48. Lizant (86136)                   |
| 49. Luchapt (86138)                 | 50. Lussac-les-Châteaux (86140)    | 51. Magné (86141)               | 52. Mauprévoir (86152)               |
| 53. Mazerolles (86153)              | 54. Millac (86159)                 | 55. Montmorillon (86165)        | 56. Moulismes (86170)                |
| 57. Moussac (86171)                 | 58. Mouterre-sur-Blourde (86172)   | 59. Nalliers (86175)            | 60. Nérignac (86176)                 |
| 61. Paizay-le-Sec (86187)           | 62. Payroux (86189)                | 63. Payré (86188)               | 64. Persac (86190)                   |
| 65. Pindray (86191)                 | 66. Plaisance (86192)              | 67. Pressac (86200)             | 68. Queaux (86203)                   |
| 69. Romagné (86211)                 | 70. Saint-Gaudent (86220)          | 71. Saint-Germain (86223)       | 72. Saint-Laurent-de-Jourdes (86228) |
| 73. Saint-Léomer (86230)            | 74. Saint-Macoux (86231)           | 75. Saint-Martin-l'Ars (86234)  | 76. Saint-Maurice-la-Clouère (86235) |
| 77. Saint-Pierre-d'Exideuil (86237) | 78. Saint-Pierre-de-Maillé (86236) | 79. Saint-Romain (86242)        | 80. Saint-Savin (86246)              |
| 81. Saint-Saviol (86247)            | 82. Saint-Secondin (86248)         | 83. Sainte-Radégonde (86239)    | 84. Saulgé (86254)                   |
| 85. Savigné (86255)                 | 86. Sillars (86262)                | 87. Sommières-du-Clain (86264)  | 88. Surin (86266)                    |
| 89. Thollet (86270)                 | 90. La Trimouille (86273)          | 91. Usson-du-Poitou (86276)     | 92. Valdivienne (86233)              |
| 93. Vaux (86278)                    | 94. Verrières (86285)              | 95. Le Vigeant (86289)          | 96. Villemort (86291)                |
| 97. Voulon (86296)                  | 98. Voulême (86295)                |                                 |                                      |